# Pascal Philippe Bourbon
Pascal Philippe Bourbon est un homme politique français, ex-diplomate et entrepreneur. Il a servi en tant qu’attaché commercial et industriel dans les ambassades de France au Vietnam, aux États-Unis et en Allemagne. Élu représentant des Français de la Péninsule Ibérique, il est également Conseiller du Commerce Extérieur de la France. Il est chevalier de l’Ordre national du Mérite (insignes remis par Dominique de Villepin en avril 2013).

## Biographie

### Cursus
Pascal Philippe Bourbon, né le 18 janvier 1965 à Limoges (Haute-Vienne), a étudié au lycée Gay-Lussac, puis à la Faculté de Sciences Économiques de l’Université de Limoges. Il a ensuite poursuivi ses études à l’Université Lumière-Lyon II, où il a obtenu un DESS en Finance, puis à l’École Centrale Paris (aujourd'hui CentraleSupélec) pour suivre le cursus de Mastère Spécialisé® Technologie et Management dont il sort diplômé en 1990.
Après un début de carrière dans le corps diplomatique français à l’étranger, il reprend ses études à l’IESE Business School à Barcelone où il obtient un Master of Business Administration (full time MBA) en 2000.

### Diplomatie
En 1991, Pascal Philippe Bourbon commence sa carrière à l'étranger et occupe divers postes diplomatiques. De 1991 à 1992, il est coopérant puis attaché commercial à l'Ambassade de France au Vietnam (Hanoï). De 1992 à 1997, il exerce comme attaché industriel à l'Ambassade de France aux États-Unis (Chicago), puis poursuit en tant que chef du service industriel à l'Ambassade de France en Allemagne (Cologne) et délégué de la Fédération des Industries Mécaniques (FIM) en Allemagne jusqu’en 1998.
En 2006, Pascal Philippe Bourbon est nommé Conseiller du Commerce Extérieur de la France (CCEF) avec pour mission de soutenir les entreprises françaises dans leur développement en Espagne, conseiller les autorités françaises (ambassade, ministères), participer à la formation des jeunes à l’international et promouvoir l’attractivité de la France. Il est par ailleurs depuis 2010, le responsable de l’organisation du Grand VIE Espagne,,. En 2011, il rejoint le conseil d’administration du comité Espagne des CCEF.
Politique
En 2014, Pascal Philippe Bourbon crée la liste LIFE (Liste Indépendante des Français de l’Étranger) pour l’élection des représentants de la communauté française à l’étranger et est élu Conseiller Consulaire pour la première circonscription d'Espagne (Aragon, Baléares et Catalogne),. Réélu en 2021 Conseiller des Francais de l’Étranger,, il est également élu en décembre de la même année à l’Assemblée des Français de l’Étranger (AFE) pour la Péninsule Ibérique (Andorre, Espagne, Portugal). En mars 2024, il est élu président de la commission du développement durable et commerce extérieur de l’AFE,.  

### L'esprit d'entreprise
À 19 ans, Pascal Philippe Bourbon crée sa première entreprise, qu'il revend six ans plus tard. Entre 1999 et 2002, il se lance dans le secteur des startups en télécommunications, d'abord en tant que European Business Manager chez Yac.com, fondée à Galway en Irlande, puis comme directeur général des filiales française et espagnole de la société Universal Communication Platform (UCP), affiliée au groupe Deutsche Telekom, basée en Suisse et en Autriche.
En 2002, il fonde a2b Investments, un fonds de capital-risque destiné à soutenir des startups principalement espagnoles et des entrepreneurs aux projets innovants.
En 2003, il cofonde avec Beatriz Carro de Prada, BRS Relocation Services (BRS Global Mobility), société leader dans son domaine qui offre aux entreprises internationales et à leurs cadres expatriés des solutions de mobilité et d’installation en Espagne,. En 2012, il cofonde Netmentora, le Réseau Entreprendre® en Catalogne, et en 2016, La French Tech Barcelona.
En 2015, il devient membre du Conseil d’administration de l’Association des Membres de l’Ordre National du Mérite Français en Espagne, puis Délégué pour la Catalogne en 2022.  
Enseignement
Pascal Philippe Bourbon est professeur affilié d'entrepreneuriat à Toulouse Business School (campus de Barcelone); il enseigne également à l’EDHEC et à l’IESE Business School la gestion d’entreprise,.

### Décorations
Chevalier de l'ordre national du Mérite (insignes remis par Dominique de Villepin en avril 2013).
Pascal Philippe Bourbon est Commandant de la Réserve Citoyenne de Défense et de Sécurité, distinction dont les insignes lui ont été remis par le ministre des Armées, Sébastien Lecornu, en janvier 2023, lors de la visite du président Emmanuel Macron à Barcelone.

### Vie privée
Père de deux enfants, Antoine (né en 1993) et Anatole (né en 1997), Pascal Philippe Bourbon est marié à Beatriz Carro de Prada depuis 2013 et réside à Barcelone, en Espagne, depuis 1998.